# Apoclada
Apoclada is een geslacht uit de grassenfamilie (Poaceae). De soorten van dit geslacht komen voor in Brazilië.

## Soorten
Van het geslacht zijn de volgende soorten bekend: 
- Apoclada simplex